# Love of My Life
Love of My Life е балада на британската рок група „Куийн“, издадена в албума A Night at the Opera от 1975 г. Песента е написана от Фреди Меркюри за Мери Остин, с която има дългосрочни отношения в началото на 1970 г. След изпълнението на песента на живо в Южна Америка, издаденият сингъл достига номер едно в Аржентина и Бразилия през 1981 г., и остава в класациите на Аржентина цяла година.
Фреди Меркюри композира музиката първо на пиано и китара, а Брайън Мей „пренарежда“ песента за акустична 12-струнна китара, за да се улесни изпълнението и на живо. Песента е пример за познаването от страна на Фреди фразировката “rubato”, демонстрирайки своите класически влияния по-специално от Фредерик Шопен и Лудвиг ван Бетховен. Акустичната версия на Love of My Life се появява в албума Live Killers през 1979 г.

## Кавър версии
Германската рок група „Скорпиънс“, записва на живо акустична кавър версия на песента в Лисабон, Португалия, през февруари 2001 г., по време на техен акустичен концерт, част световното им концертно турне Acoustica Tour и включва изпълението на Love of My Life в техния акустичен албум Acoustica, издаден през същата година. „Скорпиънс“ изпълняват още четири пъти песента през 2001 г.

## Музиканти
- Фреди Меркюри: вокали, задни вокали, пиано
- Брайън Мей: акустична и електрическа китара, арфа
- Джон Дийкън: бас китара
- Роджър Тейлър: чинел